# Simchat Tóra
Simchat Tóra (hebrejsky שמחת תורה‎, Radost z Tóry) je židovský svátek, jenž se slaví po skončení svátku Sukot a připadá na něj ukončení ročního cyklu čtení z Tóry a zahájení nového. V Izraeli připadá na 22. tišri společně se Šmini aceret, v diaspoře se slaví o den později, 23. tišri, a je vlastně druhým dnem Šmini aceret.

## Večerní liturgie
Večer na Simchat Tóra již probíhá obecné veselí – po skončení večerní modlitby jsou všechny svitky Tóry, které jsou v synagoze k dispozici, vyneseny ze schrány a probíhají tzv. hakafot: členové obce nebo přítomní uchopí po jednom svitku Tóry a za zpěvu slov „Anenu be-jom korenu“ („Odpověz nám v den, kdy voláme!“) a dalších písní obcházejí bimu v synagoze. Hakafot je celkem sedm, každá je zahájena a ukončena společnou modlitbou, odkazující se k jednomu ze sedmi nebeský hostů Abrhámovi, Izákovi, Jákobovi, Mojžíšovi, Áronovi, Josefovi a Davidovi tzv. ušpizin.
Po skončení hakafot se čte z Tóry; Simchat Tóra je jediný den, kdy se Tóra čte i večer. Obvykle se čte část posledního oddílu „Ve-zot ha-bracha“, který uzavírá knihu Deuteronomium.

## Ranní liturgie
Ranní bohoslužba začíná modlitbou se sváteční amidou a celým halelem. Poté se opakují hakafot podobným způsobem, jako probíhaly večer. V některých obcích jsou svitky vyneseny ven před synagogu a tančí se s nimi v ulicích.

### Čtení z Tóry
Po skončení hakafot se opět čte z Tóry. Simchat Tóra je jediný svátek, kdy se čte ze tří svitků. Z prvního svitku se čte celý poslední týdenní oddíl „Ve-zot ha-bracha“. Bývá zvykem, že jsou k Tóře vyvoláni všichni přítomní muži; jeden z úryvků se proto čte opakovaně tolikrát, jak to situace vyžaduje. Je-li zájemců o vyvolání k Tóře mnoho, je možné v této fázi liturgie kongregaci rozdělit a číst na několika místech současně (u každého čtení musí být ovšem přítomen minjan. Nakonec jsou na bimu shromážděny všechny děti, které se takto alespoň symbolicky připojí k poslednímu dospělému předčítajícímu tento opakovaný úryvek.
Další volaný se označuje jako chatan Tora (doslova „ženich Tóry“), protože dokončuje čtení posledního oddílu a tím i celé Tóry. Poté je Tóra svinuta a otevírá se druhý svitek, již předem převinutý na začátek. Ten, kdo čte první úsek z prvního týdenního oddílu, se nazývá chatan Berešit – „ženich [oddílu] Berešit“. Chatan Tora i chatan Berešit bývají většinou významní členové obce, rabíni. Být vyvolán k četbě jedné z těchto pasáží je obecně považováno za velkou poctu.
Z oddílu Berešit se však přečte pouze tento první úryvek; celý oddíl se pak čte až o následujícím šabatu. Bezprostřední navázání začátku cyklu na konec cyklu předchozího má připomínat, že studium Tóry nikdy nekončí.
Z třetího svitku čte nakonec maftir předpisy o obětech pro svátek Šmini aceret. Jako haftara se připojuje začátek knihy Jozue, který chronologicky navazuje na právě dočtenou Tóru.

### Musaf
Po čtení z Tóry následuje sváteční přídavná modlitba musaf. V Izraeli jí předchází vzpomínková modlitba Jizkor a modlitba za déšť.

### Ranní kiduš a kohenské požehnání
Sváteční kiduš se obvykle dělá po skončení liturgie, a to buď společně v synagoze, nebo doma. Jelikož však hakafot a následné vyvolávání všech přítomných ke čtení Tóry může liturgii značně prodloužit, je v mnohých komunitách zvykem udělat krátký společný kiduš před zahájením hakafot. To umožňuje účastníkům modlitby se v průběhu hakafot občerstvit jídlem a pitím, které před provedením kiduše není dovoleno.
Pokud však kohen v rámci oslav požije alkoholický nápoj, nesmí poté vystoupit s kohenským požehnáním při modlitbě musaf. Z tohoto důvodu se na některých místech toto kohenské požehnání vypouští, resp. přesouvá do ranní modlitby, před hakafot.

## Období
Následující tabulka zobrazuje rozmístění svátku Simchat Tóra v gregoriánském kalendáři:
| židovský rok | začátek (při západu slunce) erev Simchat Tóra |
| ------------ | --------------------------------------------- |
| 5785         | 25. října 2024                                |
| 5786         | 15. října 2025                                |
| 5787         | 4. října 2026                                 |
| 5788         | 24. října 2027                                |
| 5789         | 13. října 2028                                |
| 5790         | 2. října 2029                                 |
| 5791         | 20. října 2030                                |
| 5792         | 10. října 2031                                |
| 5793         | 28. září 2032                                 |
| 5794         | 16. října 2033                                |
| 5795         | 6. října 2034                                 |
| 5796         | 26. října 2035                                |
| 5797         | 14. října 2036                                |
| 5798         | 2. října 2037                                 |
| 5799         | 22. října 2038                                |